# Medycyna Nowożytna. Studia nad Historią Medycyny
Medycyna Nowożytna. Studia nad Historią Medycyny – półrocznik istniejący od 1992/1994 r. poświęcony zagadnieniom związanym z historią nauk medycznych i szeroko pojętym pojęciem kultury medycznej. Wydawcą jest Instytut Historii Nauki PAN. Redaktorami naczelnymi pisma były Zofia Podgórska-Klawe i Bożena Urbanek.

## Działy
- Studia – zawierają prace o charakterze syntetycznym
- Prace analityczne – zawierające prace o charakterze źródłowym, bibliograficznym i analitycznym
- Anachronica – artykuły nie mieszczące się w chronologicznym zakresie pojęcia „medycyna nowożytna”
- Z archiwów i bibliotek
- Recenzje i omówienia
- Kronika życia naukowego

## Redakcja
- Redaktor naczelny: Jaromir Jeszke
- Zastępca redaktora naczelnego: Iwona Arabas
- Sekretarz redakcji: Magdalena Paciorek